# Mireille Mialy Rakotomalala
Mireille Mialy Rakotomalala est une figure de Madagascar, dans les domaines de la musique, de la culture, de l'éducation et de la diplomatie.

## Biographie

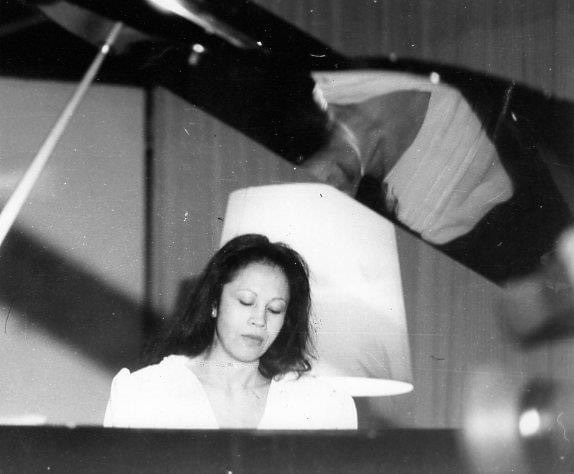
Mireille Rakotomalala en 1993.

Née à Antananarivo, Mireille Rakotomalala  devient la première Malgache à remporter le Premier Prix du Conservatoire national supérieur de musique et de danse de Paris, en France puisque c'est une pianiste classique de formation. Sa carrière de concertiste a débuté lorsqu'elle effectue une tournée de concerts en Allemagne Fédérale dès l'âge de quinze ans. Son parcours l'a également conduite à obtenir des diplômes des conservatoires nationaux de musique de Kiev, en Ukraine, et de Saint-Pétersbourg en Russie.
Mireille Rakotomalala a mené des recherches sur la culture malgache. En 1986, elle a fondé un laboratoire de recherche au sein du musée d'Art et d'Archéologie, aujourd'hui Institut de Civilisation de l'Université d'Antananarivo, où elle a dirigé des travaux de mémoire et de thèse, favorisant les échanges avec les institutions locales et étrangères, entre autres, l'université d'Indiana (Bloomington), l'université des arts de Tokyo et l'académie autrichienne des Sciences.

## Politique
Son engagement en faveur de la culture malgache l'a incitée à s'engager dans la sphère politique. Elle a été élue députée pour la ville d'Antananarivo puis a occupé le poste de conseiller du Ministre des Affaires Étrangères et de Ministre de la Culture et de la Communication,.
Son engagement dans le dialogue culturel entre Madagascar et le Japon lui a valu d'être nommée Ambassadeur extraordinaire et plénipotentiaire de la République de Madagascar au Japon

## Autres
En plus de ses fonctions politiques, elle a présidé des associations à vocation culturelle, éducative et caritative, contribuant ainsi au rayonnement de la culture malgache. Parmi celles-ci sont le Comité national du patrimoine de Madagascar (CNPM) , , les Amis du patrimoine de Madagascar (APM), MikolonyKolotsaina (MI.KOLO) pour la sauvegarde et la promotion du patrimoine de ville, la Ligue de Madagascar de l’enseignement, de l’éducation et de la culture populaire ,  , , la Ligue Internationale de l’enseignement, de l’éducation et de la culture populaire , , Jeu de Go Madagascar (Association I-GO Madagascar) et le Rotary club Antananarivo Ivandry.
Elle est également membre titulaire de l'Académie Nationale des Arts, des Lettres et des Sciences de la République de  Madagascar, membre associé de l'Académie des Sciences d'Outre-Mer de la République française, et a été représentante de la République de Madagascar auprès de l'Organisation Internationale de la Francophonie ,.
Elle a été membre exécutif de l’Association des Anciens et Amis du Japon à Madagascar (AAAJM) où elle a été présidente pendant trois mandats consécutifs depuis (1986) et depuis 2021, elle en est la présidente d’honneur.

## Honneurs
Mireille Rakotomalala a été honorée de plusieurs titres et distinctions.
- Chevalier de l’Ordre national Malagasy par le Décret n 94-403 du 23 Juin 1994[2]
- Officier de l’Ordre national Malagasy par le Décret n 2002-1466 du 09 novembre 2002[2]
- Commandeur de l’Ordre national Malagasy par le Décret n 2007-529 du 11 Juin 2007
- Grand Officier de l’Ordre national Malagasy par le Décret n 2010-758 du 16 août 2010

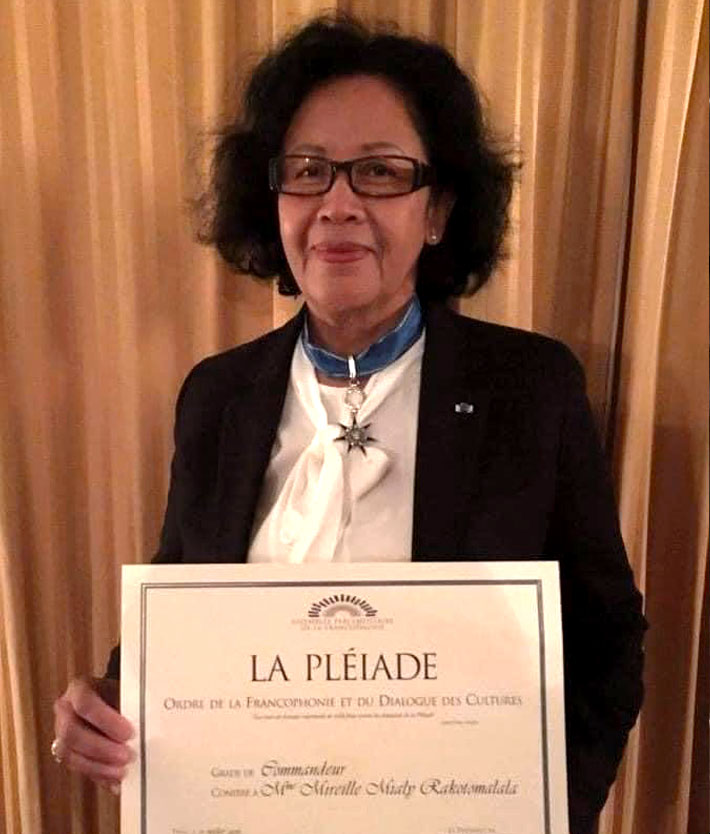
Commandeur de l'Ordre de la Pléiade (2016)

- Commandeur des Arts, des Lettres et de la Culture de Madagascar suivant l’Arrêté ministériel n 3576/2012 du 07 mars 2012[5]
- Grand Croix de 2ème classe de l’Ordre national Malagasy par le Décret n 2017-466 du 09 septembre 2017
- Commandeur de l'Ordre de la Pléiade, Ordre de la Francophonie et du Dialogue des Cultures n 709/2016 du 11 juillet 2016
- Chevalier de la Légion d’Honneur par Décret du Président de la République du 04 juin 2003, Scelle du sceau de l’Ordre sous le n 166 LHE 03

Elle a également reçu l'Ordre du Soleil Levant, Étoile d'Or et d'Argent, une distinction honorifique japonaise

## Œuvres
Mireille Rakotomalala, Maitre de conférences a l’Université d’Antananarivo,, est une ethnomusicologue, avec des contributions à l'étude des musiques malgaches. Parmi ses œuvres notables figurent :
- Bibliographie critique sur l’ethnomusicologie malgache, Travaux et Documents n23, Institut de Civilisations (Musée d’Art et d’Archéologie) 1986, Antananarivo[2]   [lire en ligne (page consultée le 1 août 2024)]
- Évolution de la Musique malgache et ses courants d’influence In, bulletin de l’Académie National Malgache des Arts des Lettres et des Sciences, 1986, Antananarivo[2]
- Drums of Madagascar, in Drums: Heartbeat of Africa, Publication by Galery Hamrad, African Art, Edition Esther Dagan, 1993, USA[2]
- Réflexion sur la Musique malgache et son évolution, in Cahiers du Cite, Nouvelle série n3, 1996, Antananarivo
- Dances of Madagascar, in the spirit’s dance in Africa. Evolution, Transformation, and continuity in Sub-Sahara, Edition Esther Dagan, 1997, Canada[2]
- Performance in Madagascar, in The Garland Encyclopedia of World Music, Editor Ruth M. Stone, p 781-792, 1998, New York and London
- La musique dans l’histoire, Edition ANAKO, 220 p., 2003, France
- Pratiques musicales à Madagascar, in KABARO, Revue internationale des Sciences de l’Homme et des Sociétés, Diversités et spécificités des musiques de l’Océan Indien, VoL II-3, Université de la Réunion, Édité par Y.S. Live et J.F.Hamon, le Harmattan, 2004, Paris  [lire en ligne (page consultée le 1 août 2024)]
- Les instruments de musique dans la tradition malgache, Vienna Series in Ethnomusicology, Éditeur August Shmidhofer, Institut de Musicologie, Université de Vienne (Autriche), Edition Tsipika, 2009, Antananarivo
- Madagascar: History, Culture, and Geography of Music, in the      SAGE International, Encyclopedia of Music and Culture, Edited by Janet Sturman, 2019, London
- Rakotomalala Mireille, Les instruments de musique de Madagascar, in Chapter Routledge Malagasy World, sous presse, USA and London.